# Henry Gellibrand
Henry Gellibrand, angleški astronom, matematik in duhovnik, * 17. november 1597, Aldersgate, London, Anglija, † 16. februar 1636, London.

## Življenje in delo
Gellibrand je diplomiral iz matematike leta 1619 in magistriral leta 1623 na Kolidžu Trinity (Trinity College) v Oxfordu. Med študijem se je spoprijateljil z Briggsom.
Leta 1627 je kot profesor astronomije nasledil Edmunda Gunterja v Greshamovem kolidžu (Gresham College) v Londonu.
Njegovo največje znanstveno odkritje je sprememba magnetne deklinacije. Ukvarjal se je z matematičnimi postopki v navigaciji in z merjenjem zemljepisne dolžine.